# 宇野雪村
宇野 雪村（うの せっそん、1912年1月23日 - 1995年4月6日）は、日本の書家。本名・武夫。前衛書のパイオニアと言われる。
兵庫県美方郡大庭村（現・新温泉町）生まれ。1932年御影師範学校卒業後、上田桑鳩に師事。1940年上京して桑鳩らと「奎星会」を結成する。1942年「寧楽懐古」で興亜書道連盟展文部大臣賞受賞。1949年日展入選（特選）、1954年日展審査員。1956年日展を脱退して、前衛書に本格的に取り組む。
戦後は前衛書、アクション・ペインティングで海外でも知られる。1969年奎星会代表。1973年大東文化大学教授。1974年紫綬褒章受勲。1978年毎日書道会理事。1982年大東文化大学定年退職、名誉教授となる。1984年毎日芸術賞受賞。
法帖研究において王羲之の用筆を分析し、「右旋回運動、左旋回運動、振り子運動の三者渾融から生まれる美」と説明している。創作者であるとともに上田桑鳩を創始者とする前衛書の理論的完成者との見方も強い。また、金石資料や拓本類、文房四宝などの名蹟の収蔵家・研究者としての功績も大きい。

## 著書
- 『古墨』木耳社 1968
- 『現代書道教室 宇野雪村』筑摩書房 1970
- 『法帖』木耳社 1970
- 『入門書道全集 6 前衛書』実業之日本社 1973
- 『文房古玩事典』柏書房 1980
- 『文房四宝』平凡社カラー新書 1980
- 『書の旅』二玄社 1983
- 『必携文房古玩事典』柏書房 1983
- 『法帖事典』雄山閣出版 1984
- 『文房清玩』平凡社 1986
- 『古墨の知識と鑑賞』二玄社 1989
- 『木簡の書』同朋舎出版 1989
- 『宇野雪村 人と作品』田村空谷編 同朋舎出版 1993

### 編共著
- 『念々帖 上田桑鳩作品集』編 木耳社 1969
- 『中国書道史 下巻』真田但馬等著 宇野編 木耳社 1972
- 『王羲之関係文献目録』西林昭一共編 昭和蘭亭記念会 1973
- 『入門書道全集 別巻 毛筆五体漢字字典』梅舒適共著 実業之日本社 1973
- 『書のこころ』安東聖空共著 柏書房 1979
- 『毛筆五体漢字字典』梅舒適、稲村雲洞共編著 実業之日本社 1979
- 『現代書』比田井南谷共責任編集 雄山閣出版 1983
- 『刁遵・李超墓誌銘』編 西東書房 1986
- 『北魏宗室墓誌選』編 西東書房 1986
- 『六朝造象記五種』編 西東書房 1986
- 『竜門造象記五十選』編 西東書房 1986
- 『宇野雪村・啓功巨匠書道展 日中国交正常化15周年記念』奎星会 1987
- 『塼文鍾英』編 西東書房 1987
- 『書道名言辞典』西林昭一、福本雅一共編著 東京書籍 1990

## 注
1. ↑  “ルポ：「宇野雪村賞」全国書道展 前衛書への情熱を今に 生地の兵庫・新温泉町で２０回目”. 毎日新聞. 2022年4月26日閲覧。
2. 1 2 3 4 5 6 7 8 9  “宇野雪村 | 新温泉町ゆかりの先人（資料）”. www.town.shinonsen.hyogo.jp.  新温泉町. 2022年4月26日閲覧。
3. ↑  日本人名大辞典
4. ↑  『現代日本人名録』1987年
5. ↑  “宇野雪村（ウノセッソン）”.  実業之日本社. 2022年4月26日閲覧。
6. ↑  “特別企画展「宇野雪村小品展」のご案内”. 大東文化大学 教職課程センター.  大東文化大学. 2022年4月26日閲覧。